# Lijst van Surinaamse ministers van Buitenlandse Zaken
Voor de onafhankelijkheid van Suriname in 1975, werden "Buitenlandse Zaken" en "Defensie" gezien als een koninkrijksaangelegenheden, zodat er pas vanaf 1975 een minister voor verantwoordelijk is.
| Ministerie                                                                 | Minister                      | Partij     | Periode      | Kabinet        |
| -------------------------------------------------------------------------- | ----------------------------- | ---------- | ------------ | -------------- |
| Buitenlandse Zaken                                                         | Henck Arron (1936-2000)       | NPS        | 1975 - 1977  | Arron I        |
| Buitenlandse Zaken                                                         | Henck Arron (1936-2000)       | NPS        | 1977 - 1980  | Arron II       |
| Buitenlandse Zaken                                                         | Henk Chin A Sen (1934-1999)   | PNR        | 1980         | Chin A Sen I   |
| Buitenlandse Zaken                                                         | André Haakmat (1939-2024)     |            | 1980 - 1981  | Chin A Sen II  |
| Buitenlandse Zaken                                                         | Harvey Naarendorp (1940)      | RVP        | 1981 - 1982  | Chin A Sen II  |
| Buitenlandse Zaken                                                         | Harvey Naarendorp (1940)      | RVP        | 1982         | Neijhorst      |
| Buitenlandse Zaken                                                         | Errol Alibux (1948)           | PALU       | 1983 - 1984  | Alibux         |
| Buitenlandse Zaken                                                         | Wim Udenhout (1937-2023)      | partijloos | 1984 - 1985  | Udenhout I     |
| Buitenlandse Zaken                                                         | Erik Tjon Kie Sim (1936-2009) |            | 1985 - 1986  | Udenhout II    |
| Buitenlandse Zaken                                                         | Henk Herrenberg (1938)        | NDP        | 1986 - 1987  | Radhakishun    |
| Buitenlandse Zaken                                                         | Henk Heidweiller (1929-1989)  |            | 1987 - 1988  | Wijdenbosch I  |
| Buitenlandse Zaken                                                         | Eddy Sedoc (1938-2011)        | NPS        | 1988 - 1990  | Shankar        |
| Buitenlandse Zaken                                                         | Robby Ramlakhan (1956)        | NDP        | 1991         | Kraag          |
| Buitenlandse Zaken                                                         | Subhas Mungra (1945)          | VHP        | 1991 - 1996  | Venetiaan I    |
| Buitenlandse Zaken                                                         | Errol Alibux (1948)           | NDP        | 1996 - 1996  | Wijdenbosch II |
| Buitenlandse Zaken                                                         | Faried Pierkhan (1960)        | BVD        | 1996 - 1997  | Wijdenbosch II |
| Buitenlandse Zaken                                                         | Errol Snijders (1948)         | NDP        | 1997 - 2000  | Wijdenbosch II |
| Buitenlandse Zaken                                                         | Marie Levens (1950)           | NPS        | 2000 - 2005  | Venetiaan II   |
| Buitenlandse Zaken                                                         | Lygia Kraag-Keteldijk (1941)  | NPS        | 2005 - 2010  | Venetiaan III  |
| Buitenlandse Zaken                                                         | Winston Lackin (1954-2019)    | NDP        | 2010 - 2015  | Bouterse I     |
| Buitenlandse Zaken                                                         | Niermala Badrising (1962)     |            | 2015 - 2017  | Bouterse II    |
| Buitenlandse Zaken                                                         | Yldiz Pollack-Beighle (1983)  | NDP        | 2017 - 2020  | Bouterse II    |
| Buitenlandse Zaken, Internationale Business en Internationale Samenwerking | Albert Ramdin (1958)          | VHP        | 2020 - heden | Santokhi       |
| Buitenlandse Zaken, Internationale Handel en Samenwerking                  | Melvin Bouva                  | NDP        | 2025 - heden | Simons         |

Arbeid · Binnenlandse Zaken · Buitenlandse Zaken · Defensie · Economische Zaken · Financiën · Justitie en Politie · Landbouw, Veeteelt en Visserij · Natuurlijke Hulpbronnen · Onderwijs en Volksontwikkeling · Openbare Werken · Planning en Ontwikkelingssamenwerking · Regionale Ontwikkeling · Ruimtelijke Ordening, Grond- en Bosbeheer · Sociale Zaken en Volkshuisvesting · Sport- en Jeugdzaken · Transport, Communicatie en Toerisme · Volksgezondheid
premier · president · vicepresident
gouverneurs (1650-1954) · gouverneurs (1954-1975) · gevolmachtigd ministers van Suriname